# Schläfli-Hessov polihoron
Schläfli-Hessov polihoron je v štirirazsežni geometriji vsak izmed skupine desetih pravilnih sebe sekajočih zvezdnih poliedrov oziroma štirirazsežni politop. Ime imajo po njihovih odkriteljih  Ludwigu Schläfliju (1814 - 1895) in Edmundu Hessu (1843 - 1903). Vsak med njimi je prestavljen s  Schläflijevim simbolom {p,q,r} v katerem je eno izmed števil enako 5/2. Po pomeni, da so analogni pravilnim nekoveksnim Kepler-Poinsotovim poliedrom.
Če omogočimo  zvezdnim mnogokotnikom kot celicam in slikam oglišča se teh deset polihoronov  lahko doda množici šestih konveksnih pravilnih 4 politopov. Lahko jih dobimo tudi kot stelacijo 120 celice {5,3,3} ali 600 celice {3,3,5}.   

## Preteklost
Štiri Schläfli-Hessove polihorone je našel Ludvig Schläfli (1814 – 1895). Ostalih šest oblik se je preskočilo, ker Schläfli ni dovoljeval oblik, ki niso ubogale Eulerjeve karakteristike na celicah ali slikah oglišča. To je izločilo celice in slike oglišča za {5,5/2} in {5/2,5}.
Edmund Hess (1843 – 1903) je objavil popoln seznam v svoji knjigi Einleitung in die Lehre von der Kugelteilung mit besonderer Berücksichtigung ihrer Anwendung auf die Theorie der Gleichflächigen und der gleicheckigen Polyeder

## Imenovanje
Imena jim je dal John Conway (rojen 1937). Razširil je Cayleyeva imena za Kepler-Poinsotove poliedre. Razen izrazov stelirani in véliki, je uporabil še imenitni.
Conway je ponudil za definicije naslednje operacije:
1. stelacija, ki zamenja robove z daljšimi robovi na isti premici. Zgled: petkotnik se s stelacijo spremeni v pentagram
2. povečanje zamenja stranske ploskve z večjimi v isti ravnini
3. porast nadomesti celice z večjimi v istem trirazsežnem prostoru.

## Simetrija
Vseh deset polihoronov ima [3,3,5] (H4) heksakozihorno simetrijo. Generirani so iz šestih sorodnih simetrijskih grup racionalnega reda [3,5,5/2], [5,5/2,5], [5,3,5/2], [5/2,5,5/2], [5,5/2,3], [3,3,5/2].
Vsaka grupa ima dva pravilna zvezdna polihorona, razen dveh grup, ki sta sebi dualni in imata samo enega. Tako obstajajo štirje dualni pari in dve sebi dualni obliki med desetimi pravilnimi zvezdnimi polihoroni.

## Pregled elementov
| ime                                  | žični model | telo | Schläfli {p, q,r} Coxeter–Dynkinov | celice {p, q} | stranske ploskve {p} | robovi {r} | oglišča {q, r} | gostota | χ    | dual {r, q,p}                        |
| ------------------------------------ | ----------- | ---- | ---------------------------------- | ------------- | -------------------- | ---------- | -------------- | ------- | ---- | ------------------------------------ |
| ikozaederska 120-celica              |             |      | {3,5,5/2}                          | 120 {3,5}     | 1200 {3}             | 720 {5/2}  | 120 {5,5/2}    | 4       | 480  | mala stelirana 120-celica            |
| mala stelirana 120-celica            |             |      | {5/2,5,3}                          | 120 {5/2,5}   | 720 {5/2}            | 1200 {3}   | 120 {5,3}      | 4       | −480 | ikozaederska 120-celica              |
| velika 120-celica                    |             |      | {5,5/2,5}                          | 120 {5,5/2}   | 720 {5}              | 720 {5}    | 120 {5/2,5}    | 6       | 0    | sebi dualni                          |
| velika 120-celica                    |             |      | {5,3,5/2}                          | 120 {5,3}     | 720 {5}              | 720 {5/2}  | 120 {3,5/2}    | 20      | 0    | velika stelirana 120-celica          |
| velika stelirana 120-celica          |             |      | {5/2,3,5}                          | 120 {5/2,3}   | 720 {5/2}            | 720 {5}    | 120 {3,5}      | 20      | 0    | velika 120-celica                    |
| velika stelirana 120-celica          |             |      | {5/2,5,5/2}                        | 120 {5/2,5}   | 720 {5/2}            | 720 {5/2}  | 120 {5,5/2}    | 66      | 0    | sebi dualni                          |
| velika imenitna 120-celica           |             |      | {5,5/2,3}                          | 120 {5,5/2}   | 720 {5}              | 1200 {3}   | 120 {5/2,3}    | 76      | −480 | velika ikozaederska 120-celica       |
| velika ikozaederska 120-celica       |             |      | {3,5/2,5}                          | 120 {3,5/2}   | 1200 {3}             | 720 {5}    | 120 {5/2,5}    | 76      | 480  | velika imenitna 120-celica           |
| imenitna 600-celica                  |             |      | {3,3,5/2}                          | 600 {3,3}     | 1200 {3}             | 720 {5/2}  | 120 {3,5/2}    | 191     | 0    | velika imenitna stelirana 120-celica |
| velika imenitna stelirana 120-celica |             |      | {5/2,3,3}                          | 120 {5/2,3}   | 720 {5/2}            | 1200 {3}   | 600 {3,3}      | 191     | 0    | velika 600-celica                    |